# درية العيطة
دُرِّيَّة العيطة (1355- 1437 هــ / 1937- 2015 م) داعية مربية وفقيهة شافعية سورية، إحدى أبرز الشخصيات في جماعة القُبَيْسِيَّات الدعوية النسائية. عُرِفت بتواضُعها وعطائها اللذَين تشهد لها بهما طالباتُها. وتفرَّغت لشؤون الدعوة ولم تتزوَّج. وهي ابنة خال الشيخ العالم المحقق محمد نعيم العرقسوسي.

## سيرتها
وُلدت دُرِّية بنت سَليم العِيطة في دمشق، عام 1355 أو 1356هـ/ 1937م، لأسرة العِيطة المعروفة بمجالس العلم والذِّكر في دمشق القديمة.
حازت إجازةً في الحقوق من الجامعة السورية (جامعة دمشق)، وتلقَّت علوم الشريعة والتزكية على يد أستاذتها منيرة القبيسي، وعلى عدد من علماء دمشق منهم: عبد الكريم الرفاعي، والطبيب المفتي محمد أبو اليُسْر عابدين، ومحمد عوض، وبعد وفاة الشيخ عبد الكريم الرفاعي تابعت قراءة الفقه مع ثلة من الداعيات عند المقرئ أبي الحسن محيي الدين الكُردي.
كان لها نشاط دعوي وتربوي في المجتمع الدمشقي النسائي، واتسع إلى أرجاء البلاد الإسلامية. وقد عَمَرت وقتها بتدريس النساء والفتيات، وإقامة مجالس الذكر والعبادة في مجالسَ خاصَّة في بيوت مُريداتها. وكانت تُلقي دروسًا أيضًا في جامع الإيمان وجامع أنس بن مالك في دمشق، وكان لها درسُ فقه بكتابها المشهور "فقه العبادات" في مسجد الرضا بدمشق بعد عصر الاثنين من كل أسبوع، واتخذت من المدرسة النورية (دار الحديث) الواقعة خلف الجامع الأموي في دمشق مركزًا لنشاطها.
شهد لها شيخُها محمد عوض بالذكاء والاهتمام العلمي، بما كان يَلحَظُ منها في أثناء الدرس من تحضير علمي يُنبئ عن اهتمام وهمَّة.
وقد وهبَت نفسَها للدعوة إلى الله، ولم تتزوَّج.

## شيوخها
كانت تتردَّد إلى حلَقات العلم، فنالت قَسطًا وافرًا من العلوم الشرعية عند بعض علماء دمشق، منهم:
- عبد الكريم الرفاعي.
- محيي الدين الكردي.
- منيرة القبيسي.
- محمد أبو اليسر عابدين.
- محمد عوض.
- شوكت الجبالي.

## آثارها

### فقه العبادات على المذهب الشافعي
وهو أحدُ كتب فقه العبادات الأربعة الذي وجهت جماعة القُبَيسِيَّات لتأليفه، واعتمدته مرجعًا في الفقه الشافعي. طُبع للمرَّة الأولى عام 1975م في مطبعة خالد بن الوليد بدمشق، ولقيَ قبولًا واسعًا فلا يكاد يخلو بيتٌ في دمشق منه، وكان يُدَرَّس في سورية ولبنان. يسَّرت فيه المؤلفةُ المسائل الفقهية وقرَّبتها إلى الأذهان، وحَرَصَت على الاستدلال لمُعظم الأحكام الواردة فيه بالقرآن الكريم والسنَّة من مصادرها المعتمدة من صحيحي البخاري ومسلم. وقد وُجِّه لكتابها كثيرٌ من النقد الفقهي، والنقد الفكري.

## وفاتها

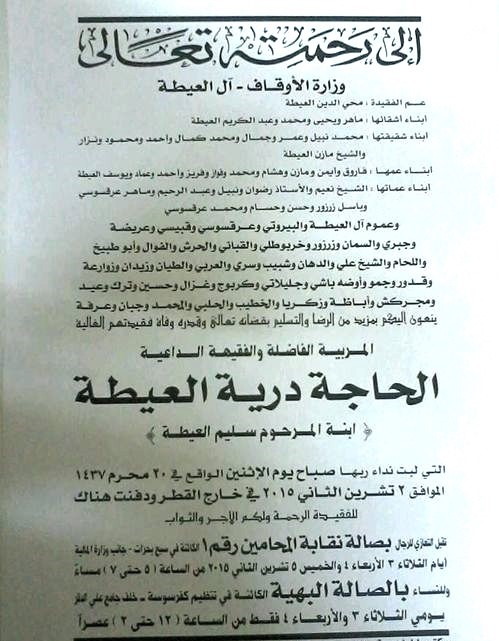
ورقة نعي الحاجة درية العيطة

توفيت دُرِّية العيطة في مدينة الدوحة عاصمة قطر، فجر يوم الاثنين 20 من المحرَّم 1437هـ الموافق 2 نوفمبر 2015 م، بعد معاناة المرض، ودُفنت هناك.

## الملاحظات
1. ↑   عُرف عن الجماعة سعيُها لصياغة هُويَّة شخصية مستقلَّة بها، سواء من الناحية الشكلية (في المَظهَر) أم من الناحية الوعظية أم من الناحية الشرعية، فشجَّعَت رموزها على خوض غِمار الـكتابة العلمية الاختصاصية، فكتبت بعضُ قيادات الجماعة مؤلفاتٍ خاصَّة بهنَّ تُعنى بفقه العبادات؛ فاختصَّت كلُّ آنسة بمذهب فقهي، فالآنسة دُرِّية العِيطة كتبت في فقه العبادات على المذهب الشافعي، ونجاح الحلبي على المذهب الحنفي، وسعاد زرزور على المذهب الحنبلي، وكوكب عُبَيد على المذهب المالكي.[5]

## وصلات خارجية
- كتاب فقه العبادات على المذهب الشافعي، نسخة إلكترونية قابلة للتحميل.